# Exil en enfer
Exil en enfer (titre original : Exile to Hell) est une nouvelle de science-fiction d'Isaac Asimov, parue en mai 1968 et publiée en France dans le recueil Cher Jupiter.

## Résumé
Dans un futur assez lointain, dans une ville souterraine, deux hommes discutent de l'exil probable d'un homme sur l'astre voisin, apparemment la Lune. L'un ne voit aucune circonstance atténuante au crime (la dégradation involontaire d'un dispositif de survie) ; l'autre trouve l'exil trop dur du fait des conditions de vie, il y voit un destin pire que la peine de mort. Ils attendent simplement le verdict de l'ordinateur.
À la toute fin de l'histoire, une fois l'exil prononcé, on apprend soudain que ce n'est pas un Terrien qui va être exilé sur la Lune, mais un Sélénite (humain) que l'on force à retourner sur la Terre, à une époque où les Hommes ont préféré se cloîtrer dans des cités comme celles des Cavernes d'acier.